# Peter Gabriel Revisited
Peter Gabriel Revisited ist ein Kompilationsalbum und das erste inoffizielle Album des englischen Singer-Songwriters und Rock-Musikers Peter Gabriel. Es wurde am 10. November 1992 von Atlantic Records veröffentlicht.

## Hintergrund
Es enthält eine Retrospektive seiner ersten beiden Alben Peter Gabriel (Car) von 1977 und Peter Gabriel (Scratch) von 1978. Grund war, dass Atlantic Records Vertriebsrechte für Gabriels erstes und zweites Album in den USA behalten hatte. Es enthält 7 von 9 Titeln des ersten Albums und 8 von 11 Titeln des zweiten Albums.

## Titelliste
Alle Titel wurden von Peter Gabriel geschrieben, außer wenn anders angegeben.
1. On the Air (von: Peter Gabriel (Scratch), 1978) – 5:28
2. Modern Love (von: Peter Gabriel (Car), 1977) – 3:38
3. Indigo (von: Peter Gabriel (Scratch), 1978) – 3:32
4. Solsbury Hill (von: Peter Gabriel (Car), 1977) – 4:20
5. Perspective (von: Peter Gabriel (Scratch), 1978) – 3:28
6. Waiting for the Big One (von: Peter Gabriel (Car), 1977) – 7:14
7. Animal Magic (von: Peter Gabriel (Scratch), 1978) – 3:29
8. Humdrum (von: Peter Gabriel (Car), 1977) – 3:26
9. D.I.Y. (von: Peter Gabriel (Scratch), 1978) – 2:38
10. Mother of Violence (von: Peter Gabriel (Scratch), 1978) – 3:21 – Peter Gabriel, Jill Gabriel (Gabriels erste Frau)
11. Slowburn (von: Peter Gabriel (Car), 1977) – 4:36
12. Exposure (von: Peter Gabriel (Scratch), 1978) – 4:17 – Peter Gabriel, Robert Fripp
13. Moribund the Burgermeister (von: Peter Gabriel (Car), 1977) – 4:17
14. Flotsam and Jetsam (von: Peter Gabriel (Scratch), 1978) – 2:22
15. Here Comes the Flood (von: Peter Gabriel (Car), 1977) – 5:54

## Mitwirkende

### Musiker
- Bayete – Keyboards
- Roy Bittan – Keyboards
- Tim Capello – Saxophon
- Josef Chirowski – Synthesizer, Perkussion, Keyboards
- Larry Fast – Synthesizer
- Robert Fripp – Banjo, E-Gitarre, klassische Gitarre, Frippertronics
- Peter Gabriel – Synthesizer, Flöte, Piano, Keyboards, Blockflöte, Hauptgesang, Begleitgesang
- Steve Hunter – E-Gitarre, Pedal-Steel-Gitarre, Rhythmus-Gitarre
- Tony Levin – Bassgitarre, Tuba, Begleitgesang, Chapman Stick, Blockflöte
- George Marg – Blockflöte
- Jerry Marotta – Schlagzeug, Begleitgesang
- Sid McGinnis – Akustische Gitarre, Mandoline, E-Gitarre, Lap-Steel-Gitarre, Begleitgesang
- Allan Schwartzberg – Schlagzeug
- Dick Wagner – E-Gitarre, Begleitgesang

### Technische Unterstützung
- Val Azzoli – leitender Musikproduzent
- Tom Bouman – Artdirector, Design
- Bob Ezrin – Musikproduzent
- Robert Fripp – Musikproduzent
- Stephen Innocenzi – Remastering
- Ron Jaramillo – Design
- Bob Kaus – Zusammenstellung
- Tony Levin – Arrangement
- Michael Mazzarella – Forschungs-Koordination

## Rezeption
AllMusic stellte fest, dass die Zusammenstellung sowohl engagierten als auch gelegentlichen Gabriel-Fans nicht gerecht wurde und bezeichnete das Album als „gut, aber unbrauchbar“.